# Балта-Лиманская конвенция
Балта-Лиманская конвенция — договор между Российской империей и Турцией, подписанный 19 апреля (1 мая) 1849 год в Балта-Лимане, близ Константинополя, после попытки революции в Дунайских княжествах в 1848 году. Этот договор определял порядок управления Дунайскими княжествами. Согласно ему, господари Молдавского княжества и Валахии назначались турецким султаном по согласованию с Россией сроком на семь лет, а боярские собрания временно упразднялись. Действие Балтолиманского договора было прекращено с началом Крымской войны в октябре 1853 года.